# Leszek Miller
Leszek Cezary Millerⓘ (ur. 3 lipca 1946 w Żyrardowie) – polski polityk i politolog. Prezes Rady Ministrów w latach 2001–2004.
W latach 1986–1989 pierwszy sekretarz Komitetu Wojewódzkiego PZPR w Skierniewicach, w latach 1988–1990 sekretarz KC, a od 1989 również członek Biura Politycznego KC PZPR. W latach 1997–1999 przewodniczący Socjaldemokracji Rzeczypospolitej Polskiej, w latach 1999–2004 i 2011–2016 przewodniczący Sojuszu Lewicy Demokratycznej. Poseł na Sejm I, II, III, IV i VII kadencji (w latach 1991–2005 oraz 2011–2015), poseł do Parlamentu Europejskiego IX kadencji (2019–2024).
W latach 1993–1996 minister pracy i polityki socjalnej, w 1996 minister-szef Urzędu Rady Ministrów, w 1997 minister spraw wewnętrznych i administracji, w latach 2001–2004 przewodniczący Komitetu Integracji Europejskiej. W okresie pełnienia przez niego funkcji premiera Polska przystąpiła do Unii Europejskiej.

## Życiorys

### Rodzina i pochodzenie
Jego pradziadkiem od strony ojca był żydowski krawiec Eliasz Miller, syn Moszego i Sure z domu Francuz, który w 1869 dokonał konwersji na chrześcijaństwo, przyjmując imię Aleksander. W 1870 zawarł związek małżeński z Florentyną Muszyńską. Ich synem był Jan Miller, który miał syna Floriana.
Leszek Miller urodził się jako syn Floriana (1908–1957) i Anny z domu Dudkiewicz (1908–1983). Jego ojciec był krawcem, matka natomiast szwaczką. Rodzice rozstali się, gdy miał pół roku – ojciec opuścił rodzinę, a przyszły premier nie utrzymywał z nim później kontaktu. Zgodnie z życzeniem matki przez pewien czas był ministrantem.

### Działalność zawodowa i polityczna w PRL
W 1963 rozpoczął pracę jako robotnik w Żyrardowskich Zakładach Przemysłu Lniarskiego. Ukończył zasadniczą szkołę zawodową, a naukę kontynuował później wieczorowo w technikum w ramach Zespołu Szkół Zawodowych w Żyrardowie, którego absolwentem został w 1966. Zasadniczą służbę wojskową odbywał m.in. jako elektryk na okręcie podwodnym ORP „Bielik”.
W latach 60. został działaczem Związku Młodzieży Socjalistycznej. W 1969 wstąpił do Polskiej Zjednoczonej Partii Robotniczej. W latach 1970–1971 był wiceprzewodniczącym zarządu miejskiego ZMS w Żyrardowie, w latach 1973–1974 pełnił tam funkcję sekretarza komitetu zakładowego PZPR. W 1977 ukończył studia z zakresu nauk politycznych w Wyższej Szkole Nauk Społecznych przy KC PZPR. Po studiach został etatowym pracownikiem aparatu partyjnego. Pracował w Komitecie Centralnym, kierując Zespołem ds. Młodzieży, a następnie Wydziałem ds. Młodzieży, Kultury Fizycznej i Turystyki. Był członkiem Komisji ds. Wewnątrzpartyjnych oraz Działalności Partii w Organach Przedstawicielskich i Administracji Państwowej KC, a także Komisji ds. Propagandy KC. Od 1982 członek Komitetu Wykonawczego Rady Krajowej Patriotycznego Ruchu Odrodzenia Narodowego.
W latach 1986–1989 był pierwszym sekretarzem Komitetu Wojewódzkiego PZPR w Skierniewicach. W grudniu 1988 został członkiem i sekretarzem KC PZPR. Pełnił funkcję przewodniczącego Komisji ds. Młodzieży, Stowarzyszeń i Organizacji Społecznych. W styczniu 1989 zorganizował spotkanie w stołówce KC, w którym wzięła udział grupa opozycyjnej młodzieży (m.in. z nielegalnego wówczas Niezależnego Zrzeszenia Studentów), co zostało następnie zrelacjonowane w prasie, radiu i telewizji. Jako przedstawiciel strony rządowej od lutego do kwietnia 1989 uczestniczył w obradach Okrągłego Stołu, gdzie razem z Andrzejem Celińskim współprzewodniczył podzespołowi ds. młodzieży (był to jedyny stolik, który zakończył obrady bez podpisania porozumienia). W wyborach parlamentarnych w czerwcu 1989 kandydował z województwa skierniewickiego do Senatu – otrzymał 30 115 głosów, nie uzyskując mandatu. W lipcu 1989 został członkiem Biura Politycznego KC PZPR, wchodząc tym samym w skład głównego kierownictwa partii. Należał do grona najbliższych współpracowników Mieczysława Rakowskiego. Był członkiem Obywatelskiego Komitetu ds. Rewaloryzacji Grobu Nieznanego Żołnierza w Warszawie, któremu przewodniczył Stanisław Skalski.

### Działalność polityczna w III RP

#### Działalność do 2001
Po rozwiązaniu w styczniu 1990 PZPR był jednym ze współzałożycieli Socjaldemokracji Rzeczypospolitej Polskiej. Do marca 1993 pełnił funkcję sekretarza generalnego, później był wiceprzewodniczącym, a od grudnia 1997 przewodniczącym tego ugrupowania. W Sejmie I kadencji sprawował m.in. funkcję przewodniczącego grupy parlamentarnej tej partii.
Z ramienia Sojuszu Lewicy Demokratycznej od 1991 do 2005 pełnił funkcję posła na Sejm I, II, III i IV kadencji. W 1991, 1993 i 1997 uzyskiwał mandat w okręgu łódzkim. Za każdym razem uzyskiwał najwyższe indywidualne poparcie w tym okręgu (kolejno ok. 50, 85 i 125 tys. głosów). W 2001 został wybrany z nowo utworzonego okręgu łódzkiego liczbą 145 637 głosów (najwyższe procentowe poparcie wśród wszystkich kandydatów w kraju).
Na początku lat 90. jego nazwisko (podobnie jak m.in. Mieczysława Rakowskiego) było łączone ze sprawą tak zwanej moskiewskiej pożyczki. Po ujawnieniu tej sprawy w 1991 Włodzimierz Cimoszewicz bezskutecznie wzywał go do nieskładania poselskiego ślubowania.
Od 26 października 1993 do 7 lutego 1996 pełnił funkcję ministra pracy i polityki socjalnej w rządach Waldemara Pawlaka i Józefa Oleksego. W rządzie Włodzimierza Cimoszewicza 26 stycznia 1996 objął stanowisko szefa Urzędu Rady Ministrów. Od 1 stycznia 1997 do 17 października 1997 stał na czele zreformowanego Ministerstwa Spraw Wewnętrznych i Administracji. Po raz pierwszy w kierownictwie tego resortu znalazły się kobiety (Katarzyna Piekarska i Małgorzata Winiarczyk-Kossakowska).
W trakcie Sejmu III kadencji był przewodniczącym klubu parlamentarnego opozycyjnego SLD. W 1999 doprowadził do utworzenia na bazie większości organizacji działającej w ramach koalicji SLD jednolitej partii politycznej pod tą nazwą. 1 lipca 1999 w ramach wyboru władz organizacyjnych został przewodniczącym tymczasowej rady krajowej Sojuszu Lewicy Demokratycznej, a na kongresie założycielskim z 18 i 19 grudnia tegoż roku został wybrany na pierwszego przewodniczącego nowego ugrupowania. Funkcję tę sprawował do 6 marca 2004.

#### Prezes Rady Ministrów

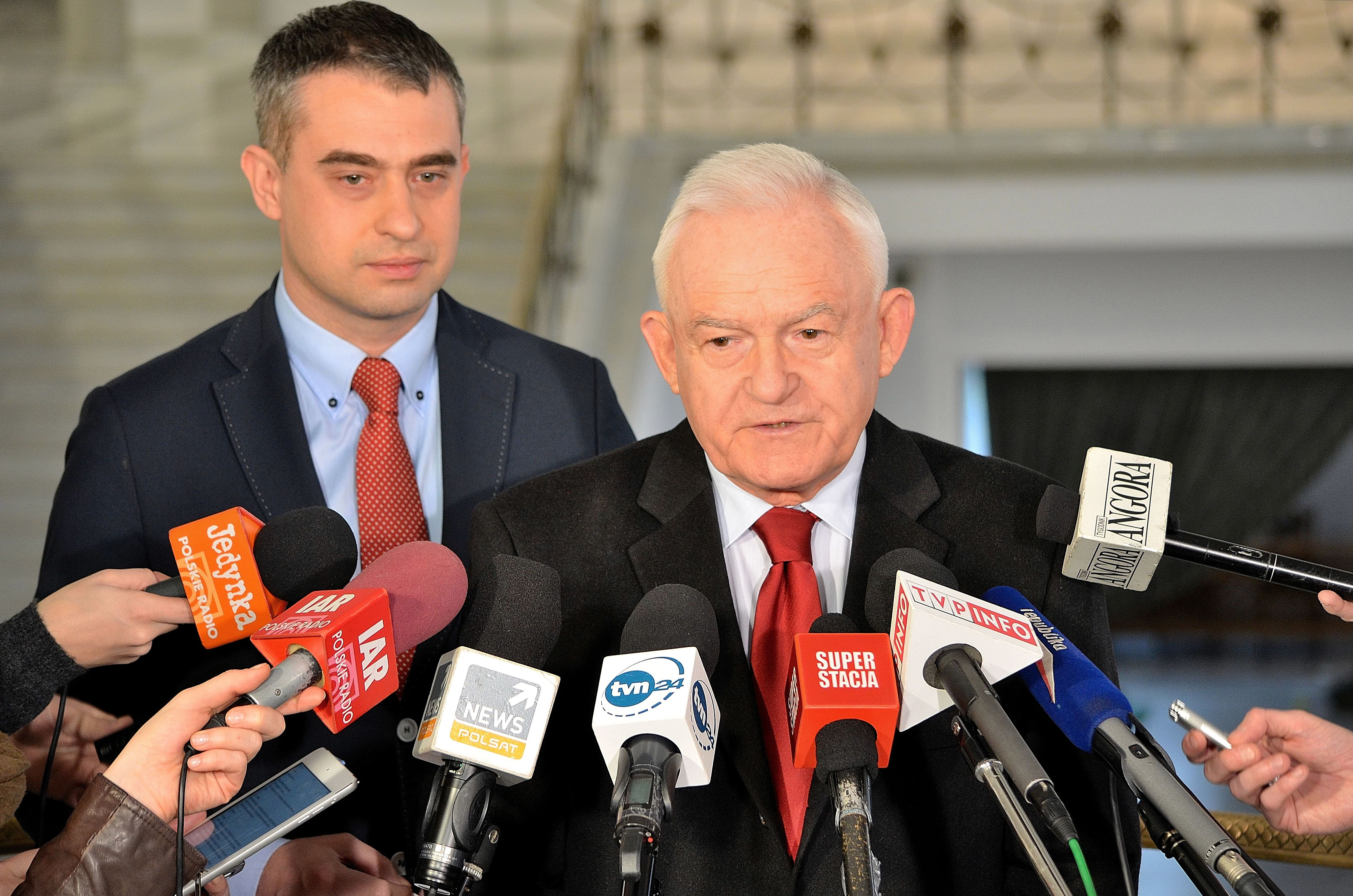
Leszek Miller udzielający wywiadu w Sejmie; z lewej strony Krzysztof Gawkowski (2014)

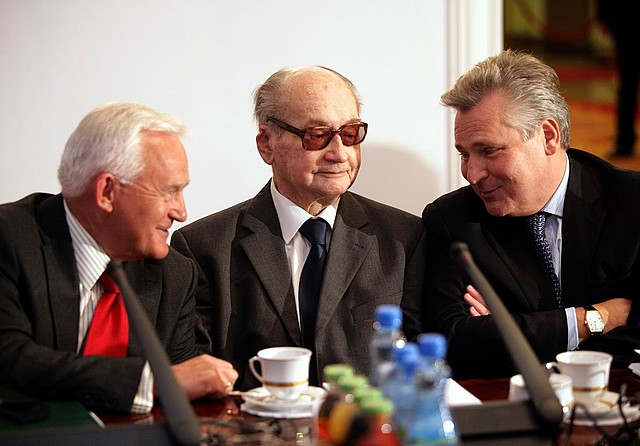
Leszek Miller z Aleksandrem Kwaśniewskim i Wojciechem Jaruzelskim podczas posiedzenia Rady Bezpieczeństwa Narodowego (2010)

Po zwycięstwie koalicji Sojusz Lewicy Demokratycznej – Unia Pracy w wyborach parlamentarnych w 2001, prezydent Aleksander Kwaśniewski – mimo że dymisja gabinetu Jerzego Buzka została złożona dopiero na pierwszym posiedzeniu Sejmu (19 października 2001) – już 4 października desygnował Leszka Millera na prezesa Rady Ministrów, powierzając mu misję sformowania nowego rządu. Było to rozwiązanie precedensowe (powyborcze desygnowanie premiera następowało dotąd w dniu dymisji poprzedniego gabinetu), ale konstytucyjnie dopuszczalne i pozwalające na szybsze utworzenie nowego rządu. 19 października 2001 został powołany na stanowiska prezesa Rady Ministrów i przewodniczącego Komitetu Integracji Europejskiej oraz przedstawił skład Rady Ministrów zaprzysiężonej przez prezydenta. 26 października 2001 wygłosił w Sejmie exposé, otrzymując wotum zaufania stosunkiem głosów 306:140 przy 1 głosie wstrzymującym się.
W trakcie jego rządów przeprowadzono m.in. reformę służb specjalnych (rozwiązano UOP, powołując w jego miejsce Agencję Bezpieczeństwa Wewnętrznego i Agencję Wywiadu). Prowadzono również prace nad dostosowaniem uregulowań prawnych do wymogów Unii Europejskiej. 13 grudnia 2002 na szczycie w Kopenhadze Leszek Miller zakończył negocjacje z Unią Europejską. 16 kwietnia 2003 w Atenach wraz z Włodzimierzem Cimoszewiczem i Danutą Hübner podpisał traktat o przystąpieniu Polski do UE. W 2003 po referendum akcesyjnym zwrócił się do Sejmu o udzielenie jego rządowi wotum zaufania. Uzyskał je 13 czerwca 2003 stosunkiem głosów 236 do 213.
W marcu 2003 jego rząd podjął decyzję o przystąpieniu do tzw. koalicji antyterrorystycznej i wysłanie polskich wojsk do Iraku w ramach międzynarodowej koalicji mającej na celu obalenie rządów Saddama Husajna. Dwa miesiące wcześniej Leszek Miller był wśród sygnatariuszy listu ośmiu europejskich premierów popierających stanowisko Stanów Zjednoczonych w sprawie Iraku.
4 grudnia 2003 doznał obrażeń w wyniku katastrofy lotniczej rządowego śmigłowca Mi-8 pod Warszawą.
W trakcie jego rządów ujawniono m.in. „aferę starachowicką” i „aferę Rywina”. W lutym 2004 zrezygnował z przewodniczenia SLD. 1 maja 2004 razem z Aleksandrem Kwaśniewskim uczestniczył w Dublinie w uroczystej ceremonii przyjęcia 10 krajów (w tym Polski) do Unii Europejskiej. Następnego dnia ogłosił decyzję o ustąpieniu z urzędu premiera.

#### Działalność od 2005
W pierwszym półroczu 2005 przebywał w celach naukowych i badawczych w Woodrow Wilson International Center for Scholars w Waszyngtonie. Na jesieni tegoż roku, mimo poparcia łódzkich struktur SLD, nie został wpisany na listę wyborczą do Sejmu, nie przyjął też propozycji startu do Senatu. Po wyborach zajął się publicystyką polityczną (m.in. w tygodniku „Wprost”). W latach 2005–2007 był etatowym pracownikiem SLD. 1 lipca 2006 objął funkcję szefa rady programowej dziennika „Trybuna”, którą pełnił do momentu rezygnacji z członkostwa w SLD.
15 września 2007 złożył rezygnację z członkostwa w SLD, motywując to brakiem zgody władz tego ugrupowania na jego start do Sejmu w przedterminowych wyborach z listy koalicji Lewica i Demokraci, mimo ponownego poparcia ze strony lokalnych działaczy. 20 września ogłosił, że wystartuje z pierwszego miejsca na liście Samoobrony RP w okręgu łódzkim w tych wyborach i zapowiedział tworzenie nowej lewicowej partii. W głosowaniu otrzymał 4142 głosów, nie uzyskując mandatu.
W styczniu 2008 na pierwszym kongresie nowo założonej partii Polska Lewica został jej przewodniczącym. W grudniu 2009 złożył deklarację członkowską do SLD. W styczniu 2010 zrezygnował z członkostwa w Polskiej Lewicy i w tym samym miesiącu został przyjęty do SLD.
W 2010 został felietonistą środowego wydania „Super Expressu”. Kilkakrotnie uczestniczył w spotkaniach Klubu Wałdajskiego.
W wyborach parlamentarnych w 2011 uzyskał mandat posła, startując z pierwszego miejsca listy SLD w okręgu nr 26 (z siedzibą w Gdyni). 10 dni po wyborach stosunkiem głosów 14:11 został wybrany na przewodniczącego klubu poselskiego SLD w Sejmie VII kadencji, pokonując Ryszarda Kalisza. 10 grudnia 2011 został wybrany na przewodniczącego Sojuszu Lewicy Demokratycznej, pokonawszy troje kontrkandydatów: Marka Balta, Joannę Senyszyn i Artura Hebdę. W 2012 w głosowaniu bezpośrednim ponownie został wybrany na szefa partii, przy braku kontrkandydatów, na czteroletnią kadencję.
W wyborach parlamentarnych w 2015 nie uzyskał poselskiej reelekcji (współtworzona przez SLD Zjednoczona Lewica nie przekroczyła progu wyborczego). Nie ubiegał się o ponowny wybór na przewodniczącego SLD – 23 stycznia 2016 w tej funkcji zastąpił go Włodzimierz Czarzasty.
1 lutego 2019 był jednym z sygnatariuszy deklaracji o powołaniu Koalicji Europejskiej przed zbliżającymi się wyborami europarlamentarnymi. W wyborach do Parlamentu Europejskiego w 2019, startując z listy Koalicji Europejskiej, zdobył 79 380 głosów, uzyskując mandat eurodeputowanego IX kadencji. W Parlamencie Europejskim został członkiem Postępowego Sojuszu Socjalistów i Demokratów, zasiadł też w Komisji Rynku Wewnętrznego i Ochrony Konsumentów. W 2021 nie przystąpił do nowo powołanej w ramach frakcji S&D delegacji pod nazwą Nowa Lewica (w której przewodnictwo objął Robert Biedroń), stając na czele dotychczasowej delegacji, która przyjęła nazwę Lewica dla Europy (w jej składzie znaleźli się również Włodzimierz Cimoszewicz i Marek Belka).
18 marca 2021, po prawomocnym sądowym przerejestrowaniu Sojuszu Lewicy Demokratycznej na Nową Lewicę (w ramach projektu docelowego połączenia SLD i Wiosny), ogłosił swoje odejście z partii. W 2024 zgodnie ze swoimi wcześniejszymi zapowiedziami nie wystartował w kolejnych wyborach europejskich.
W 2025 we współpracy z „Super Expressem” zaczął współprowadzić podcast Alfabet Millera (z Jackiem Prusinowskim).

## Życie prywatne
Od 1969 jest żonaty z Aleksandrą. Miał z nią syna Leszka (1970–2018), który zmarł śmiercią samobójczą. Jego wnuczka Monika Miller została fotomodelką, była uczestniczką programu rozrywkowego Dancing with the Stars. Taniec z gwiazdami.

## Wyniki wyborcze
| Wybory | Komitet wyborczy  | Komitet wyborczy                          | Organ                            | Okręg               | Wynik            |
| ------ | ----------------- | ----------------------------------------- | -------------------------------- | ------------------- | ---------------- |
| 1989   |                   | Polska Zjednoczona Partia Robotnicza      | Senat I kadencji                 | woj. skierniewickie | 30 115 (19,82%)  |
| 1991   |                   | Sojusz Lewicy Demokratycznej              | Sejm I kadencji                  | nr 4                | 49 909 (13,11%)  |
| 1993   | Sejm II kadencji  | Sojusz Lewicy Demokratycznej              | nr 27                            | 84 355 (18,41%)     |                  |
| 1997   | Sejm III kadencji | Sojusz Lewicy Demokratycznej              | nr 27                            | 124 651 (29,49%)    |                  |
| 2001   |                   | Sojusz Lewicy Demokratycznej – Unia Pracy | Sejm IV kadencji                 | nr 9                | 145 637 (43,45%) |
| 2007   |                   | Samoobrona RP                             | Sejm VI kadencji                 | nr 9                | 4142 (0,98%)     |
| 2011   |                   | Sojusz Lewicy Demokratycznej              | Sejm VII kadencji                | nr 26               | 18 038 (3,97%)   |
| 2015   |                   | Zjednoczona Lewica                        | Sejm VIII kadencji               | nr 26               | 11 542 (2,47%)   |
| 2019   |                   | Koalicja Europejska                       | Parlament Europejski IX kadencji | nr 7                | 79 380 (6,62%)   |

## Odznaczenia, wyróżnienia i kultura masowa
Ordery i odznaczenia
- Order Uśmiechu (1996)
- Order Krzyża Ziemi Maryjnej I klasy (Estonia, 2002)[48]
- Honorary Companion of Honour Narodowego Orderu Zasługi (Malta, 2002)[49]

Nagrody i wyróżnienia
- Wiktor 2001 w kategorii „najpopularniejszy polityk”
- Człowiek Roku tygodnika „Wprost”: w 2001 i 2002 (wspólnie z Günterem Verheugenem)[50]
- Nagroda specjalna Business Centre Club (2011)[51]
- Super Wektor 25-lecia (2014)[52]
- Tytuł honorowego obywatela gminy Rychwał (2019)[53]

Kultura masowa
Był pierwowzorem postaci Ludwika M. w sztuce Macieja Kowalewskiego zatytułowanej Obywatel M., wystawianej w Teatrze im. Heleny Modrzejewskiej w Legnicy w latach 2002–2004.